# 奧地利貝格山
47°26′18″N 13°22′34″E / 47.438371°N 13.376235°E
奧地利貝格山（德語：Österreichberg），是奧地利的山峰，位於該國中部，由薩爾茨堡州負責管轄，屬於薩爾斯堡板岩阿爾卑斯山脈的一部分，海拔高度1,267米，山體在三疊紀時期形成。